# Camptotypus flavicans
Camptotypus flavicans är en stekelart som först beskrevs av André Seyrig 1932.  Camptotypus flavicans ingår i släktet Camptotypus och familjen brokparasitsteklar. Inga underarter finns listade.